# Zigarren-Lippfisch

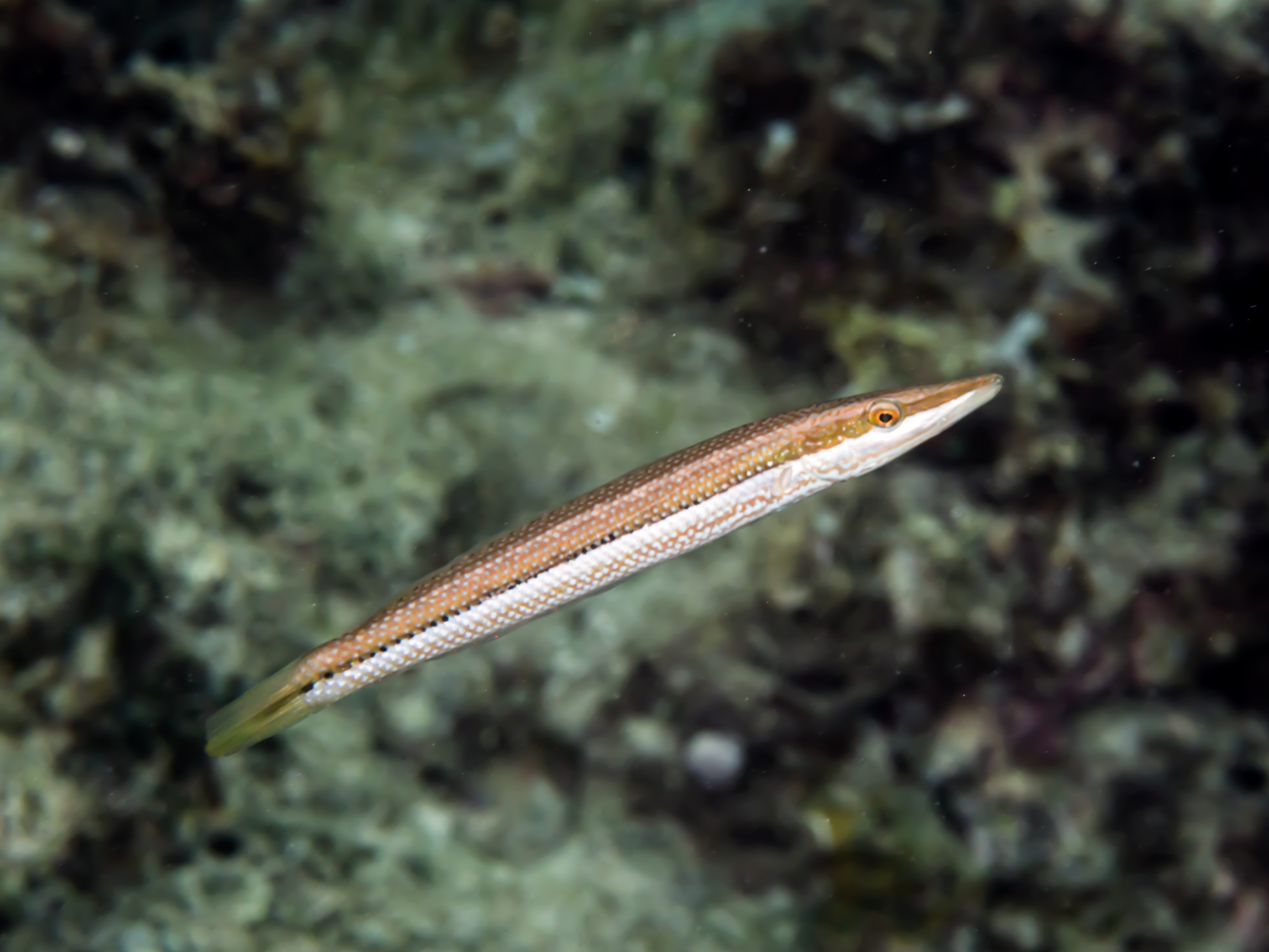
Jungfisch

Der Zigarren-Lippfisch (Cheilio inermis) lebt im Indopazifik, vom Roten Meer bis zum südlichen Japan, nach Hawaii, zur Osterinsel und südlich bis zur Lord-Howe-Insel.

## Merkmale
Das Tier hat einen langgestreckten, zylindrischen Körper und wird maximal 50 Zentimeter lang. Die Durchschnittsgröße adulter Fische liegt bei 35 cm. Jungtiere haben eine braune oder grüne Tarnzeichnung mit einem Längsstreifen, die sie in Algenfeldern und Seegraswiesen gut tarnt. Adulte Fische sind sehr variabel gefärbt und können olivgrün, rotbraun, in selteneren Fällen auch knallig gelb sein. Ausgewachsene Männchen können einen auffälligen Fleck am Ende der Brustflossen zeigen, der gelb, orange, schwarz oder weißlich gefärbt ist. Die Seitenlinie ist durchgehend und fast gerade.
- Flossenformel: Dorsale IX/12–13(14); Anale III/11–12, Pectorale ii/10.[1]
- Schuppenformel: 46–48.

## Lebensweise
Zigarren-Lippfische leben über Seegraswiesen und veralgten Riffen in Tiefen von einem bis 30 Metern und ernähren sich räuberisch von hartschaligen, bodenbewohnenden Wirbellosen wie Krebsen, Muscheln, Schnecken und Seeigeln. Sie leben als Einzelgänger, sammeln sich zum Laichen aber in großen Gruppen.

## Systematik
Der schwedischen Naturkundler Peter Forsskål gab dem Zigarren-Lippfisch 1775 erstmals eine wissenschaftliche Bezeichnung, damals Labrus inermis, und stellt damit eine Verwandtschaft zu drei Labrus-Arten her, die schon 1758 durch Linnaeus, den Begründer binären Nomenklatur, benannt wurden. 1802 führte der französische Naturforscher Bernard Germain Lacépède die Gattung Cheilio ein, die seitdem monotypisch geblieben ist. Der Zigarren-Lippfisch ist die Schwestergruppe der Junkerlippfische (Julidinae), der artenreichsten Unterfamilie der Lippfische.